# Вальзерг
Вальзе́рг (фр. Valzergues, окс. Valzèrgas) — коммуна во Франции, находится в регионе Окситания. Департамент — Аверон. Входит в состав кантона Монбазан. Округ коммуны — Вильфранш-де-Руэрг.
Код INSEE коммуны — 12289.
Коммуна расположена приблизительно в 490 км к югу от Парижа, в 120 км северо-восточнее Тулузы, в 33 км к северо-западу от Родеза.

## Население
Население коммуны на 2008 год составляло 202 человека.
| 1962 | 1968 | 1975 | 1982 | 1990 | 1999 | 2008 |
| ---- | ---- | ---- | ---- | ---- | ---- | ---- |
| 255  | 262  | 223  | 225  | 216  | 203  | 202  |

## Экономика
В 2007 году среди 122 человек в трудоспособном возрасте (15—64 лет) 95 были экономически активными, 27 — неактивными (показатель активности — 77,9 %, в 1999 году было 64,7 %). Из 95 активных работали 91 человек (46 мужчин и 45 женщин), безработных было 4 (1 мужчина и 3 женщины). Среди 27 неактивных 6 человек были учениками или студентами, 16 — пенсионерами, 5 были неактивными по другим причинам.